# Seleka (coalitie)

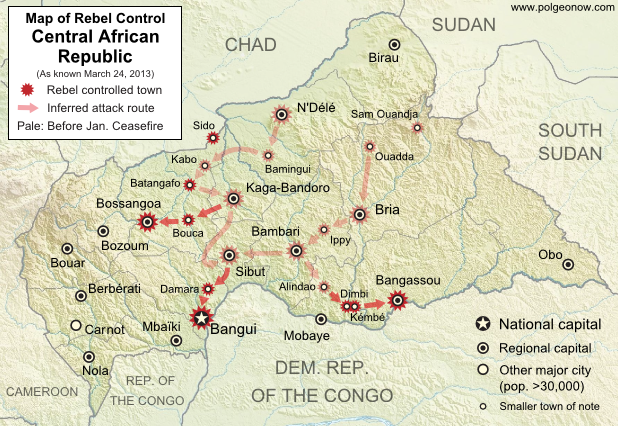
Een kaart met de routes van de Seleka tot aan de inname van Bangui.

De Seleka (ook wel Séléka geschreven) is een coalitie van een aantal politieke partijen en rebellenmilities in de Centraal-Afrikaanse Republiek. Het woord betekent coalitie in het Sango. 

## Geschiedenis
De Seleka werd in augustus 2012 gevormd tegen president François Bozizé die in 2003 middels een staatsgreep aan de macht was gekomen omdat die het Akkoord van Libreville uit 2007, dat de afloop van de eerste Centraal-Afrikaanse burgeroorlog was geweest, niet zou naleven. De leden van Seleka zijn voornamelijk moslims, die in het land een minderheid van 15 procent vormen.
Eind 2012 begonnen de Seleka-rebellen aan een opmars richting hoofdstad Bangui, die ze in maart 2013 innamen, waarop de president vluchtte. Tot januari 2014 bleef de leider van de Seleka, Michel Djotodia van de UFDR, zelfverklaard president van het land. In september 2013 had hij de coalitie ontbonden onder buitenlandse druk, maar de diverse milities trokken het binnenland in en pleegden allerlei misdaden tegen de bevolking. Als reactie hierop namen uit christenen bestaande Anti-Balaka-milities de wapens op tegen de Seleka en begon de tweede Centraal-Afrikaanse burgeroorlog.
In oktober 2021 gingen de hoorzittingen over de bevestiging van beschuldigingen tegen ex-Seleka-militieman Mahamat Saïd van start voor het Internationaal Strafhof (ICC). Deze voormalig schutter wordt verdacht van misdaden tegen de menselijkheid en oorlogsmisdaden gepleegd in 2013 en 2014. In september 2022 ging het proces van start. Het is voor het eerst dat een voormalig lid van de Seleka voor de rechters van het Hof staat.

## Deelnemende partijen
- Conventie van Patriotten voor Gerechtigheid en Vrede (CPJP)
- Unie van Democratische Krachten voor Eenheid (UFDR)
- Democratisch Front van het Centraal-Afrikaanse Volk (FDPC)
- Patriottische Conventie voor de Redding van het Land (CPSK)
- Beweging voor de Wedergeboorte en Hervorming / Alternatieve Politieke Beweging in de CAR (M2R)